# Mount Job
Mount Job är ett berg i Kanada.   Det ligger i provinsen British Columbia, i den sydvästra delen av landet, 3 500 km väster om huvudstaden Ottawa. Toppen på Mount Job är 2 493 meter över havet, eller 752 meter över den omgivande terrängen. Bredden vid basen är 9,6 km.
Terrängen runt Mount Job är bergig åt nordost, men åt sydväst är den kuperad.Trakten runt Mount Job är nära nog obefolkad, med mindre än två invånare per kvadratkilometer.. Det finns inga samhällen i närheten. 
Trakten runt Mount Job är permanent täckt av is och snö.